# Joseph Desbrosses
Joseph Desbrosses fue un escultor francés (1819-1844) representante de la bohemia parisina. Amigo de Henry Murger, inspiró al novelista el personaje del escultor Jacques en la obra Escenas de la vida bohemia. Falleció en el Hospital Saint-Louis de París . Recibió el sobrenombre de Christ. Su hermano Léopold Desbrosses fue apodado "le Gothique". 

## Biografía
Joseph y Léopold Desbrosses fueron los hijos de un cochero de la Rue des Saussaies del VIII distrito de París. Joseph trabajó junto a los arquitectos Lassus y Labrousse y decidió dedicarse a la estatuaria. Los dos hermanos tuvieron un taller en el número 81 de la Rue d’Enfer en una antigua granja y posteriormente en la Rue du Cherche-Midi. 
Se juntan con Henri Murger y otros representantes de la Bohemia en París en un grupo llamado los "bebedores de agua" (no pueden darse el lujo de ser bebedores de vino). Dedicados al dibujo sirven de modelos entre sí.
Estudió en el taller de David d'Angers (es admitido sin abonar dinero) dedicado a la realización de encargos comerciales para su sustento.
Los diseños de Joseph Desbrosses estaban inspirados en temas románticos y en la historia medieval . Realiza la escultura de un granadero en 1792 en el estilo de Nicolas-Toussaint Charlet , resulta herido en un pie .
Los Desbrosses sufrieron de hambre y de frío, pero no renunciaron a sus ideales. Ellos ponen todo su disfrute en su trabajo.
Joseph muere por una infección a los veinticuatro años. Antes de morir, quiso realizar la figura de un ángel para la comunidad de monjas que le atendían.